# Kanchipuram
Kanchipuram (Tamil: காஞ்சிபுரம் Kāñcipuram [ˈkaːɲd͡ʒipurʌm]; Kurzform Kanchi, seltener Kancheepuram, früher auch anglisiert Conjeevaram) ist eine Stadt im südindischen Bundesstaat Tamil Nadu mit rund 165.000 Einwohnern. Kanchipuram ist eine der ältesten Städte Südindiens und zählt zu den sieben heiligen Orten des Hinduismus; es ist eine wichtige Pilgerstätte, in der Shiva, Vishnu und die Göttin (Devi) gleichermaßen verehrt werden.

## Geografie

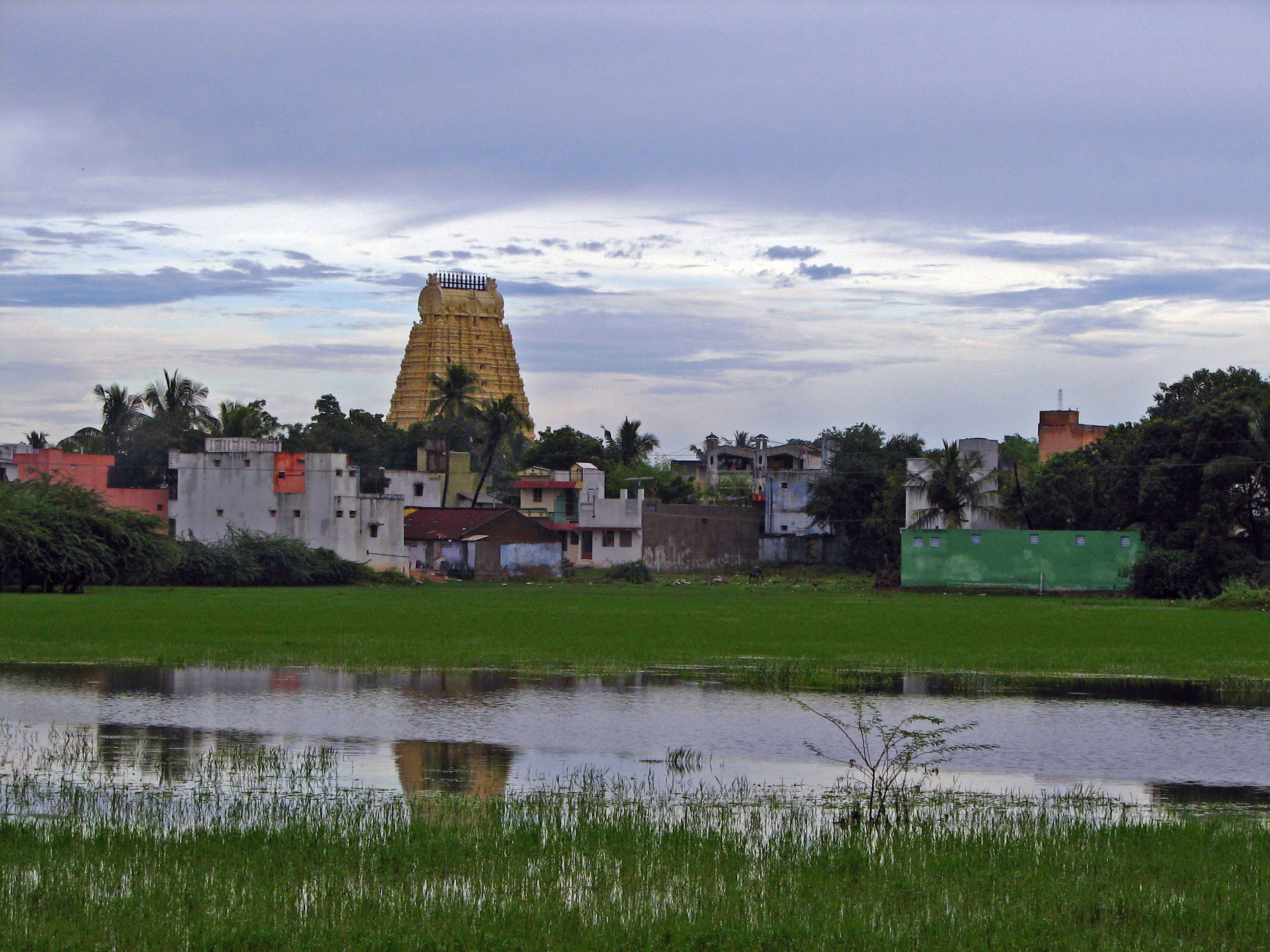
Blick auf den Torturm (Gopuram) des Ekambaranatha-Tempels

Kanchipuram liegt auf einer Höhe von knapp 90 m ü. d. M. im Hinterland der Koromandelküste im Norden Tamil Nadus rund 75 km (Fahrtstrecke) südwestlich von Chennai. Die Stadt ist Hauptort des Distrikts Kanchipuram. Rund vier Kilometer südlich von Kanchipuram verläuft der periodisch wasserführende Palar-Fluss. Durch die Stadt selbst fließt der kleinere Fluss Vegavathi. Das Klima in Kanchipuram ist tropisch warm; Regen fällt beinahe nur in den Monsunmonaten Juli bis Dezember.
Die Stadtgemeinde (municipality) Kanchipuram hat eine Fläche von 36 Quadratkilometern. Landläufig wird Kanchipuram meist in zwei Bereiche unterteilt, die nach der dort jeweils vorherrschenden Gottheit benannt sind. Shiva Kanchi oder Periya Kanchi („großes Kanchi“) umfasst den nordwestlichen Teil Kanchipurams. Hier befinden sich der dem Gott Shiva geweihte Ekambaranatha-Tempel sowie der Kamakshi-Tempel. Der südöstliche Teil Kanchipurams mit dem dem Gott Vishnu geweihten Varadaraja-Perumal-Tempel ist als Vishnu Kanchi oder Chinna Kanchi („kleines Kanchi“) bekannt. Ursprünglich war dieses Gebiet ein eigenständiges Dorf mit dem Namen Attiyur; mittlerweile ist es mit Kanchipuram zusammengewachsen.

## Geschichte

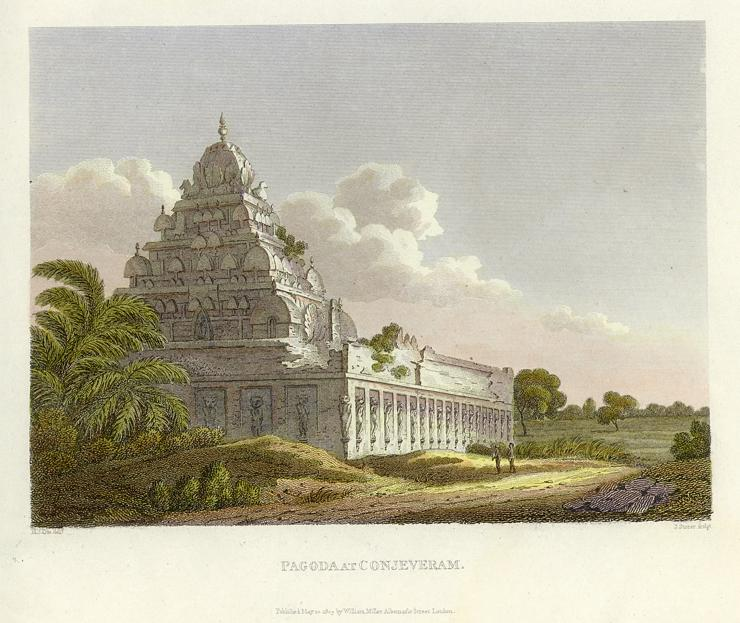
Britische Druckgrafik mit Darstellung eines Tempels in Kanchipuram (1811)

Kanchipuram bestand bereits in vorchristlicher Zeit. Bei Ptolemäus wird als Name Malanga genannt. Im 3. Jahrhundert n. Chr. dehnte die aus Andhra Pradesh stammende Dynastie der Pallava ihren Machtbereich auf die Stadt aus und erkor sie bald darauf zu ihrer Hauptstadt. Die Pallava taten sich als Förderer des Hinduismus hervor, dennoch war Kanchipuram auch ein wichtiges Zentrum des Mahayana-Buddhismus und Jainismus. Der chinesische Mönch Xuanzang, der Kanchipuram im 7. Jahrhundert besuchte, berichtete von 80 hinduistischen Tempeln in der Stadt und einem großen buddhistischen Kloster in der Umgebung. Noch heute zeugen mehrere Tempel aus dem 7. und 8. Jahrhundert von der Glanzzeit der Stadt. Darüber hinaus galt die in den ersten nachchristlichen Jahrhunderten bestehende Universität als bedeutende Stätte der Sanskrit- und Tamil-Gelehrsamkeit.
Nach der Eroberung durch die Chola im 9. Jahrhundert büßte Kanchipuram zwar seine Rolle als Herrschersitz ein, blieb aber ein wichtiges religiöses Zentrum. Ab dem 13. Jahrhundert erlebte die Stadt häufig wechselnde Herrscher: auf die Chola folgten die Pandya, die Chalukya von Badami und das Reich Vijayanagar. Nach den Karnatischen Kriegen (1744–1763) geriet Kanchipuram unter den Einfluss der Britischen Ostindien-Kompanie.

## Bevölkerung

Palmblattbibliothek in Kanchipuram

Der Zuwachs der Bevölkerung in den letzten Jahrzehnten ist im Wesentlichen auf die anhaltende Zuwanderung von Familien aus dem Umland zurückzuführen.
| Jahr      | 1991    | 2001    | 2011    |
| Einwohner | 144.955 | 153.140 | 164.384 |

Gut 93 Prozent der Einwohner Kanchipurams sind Hindus, gut 5 Prozent sind Muslime und knapp 1 Prozent Christen; Jainas stellen weniger als ein halbes Prozent der Bevölkerung. Die Hauptsprache ist wie in ganz Tamil Nadu das Tamilische, das von 85 Prozent der Bevölkerung als Muttersprache gesprochen wird. Knapp 7 Prozent sprechen Telugu, rund 3 Prozent Urdu und 2,5 Prozent Saurashtri.

## Wirtschaft
Wichtigster Erwerbszweig der Stadt ist die Herstellung von Seidensaris, zumeist auf Handwebstühlen. Die meisten Seidenweber sind in Genossenschaften organisiert. Dem Fremdenverkehr kommt eine zunehmend größere Bedeutung zu.

## Religiöse Bedeutung

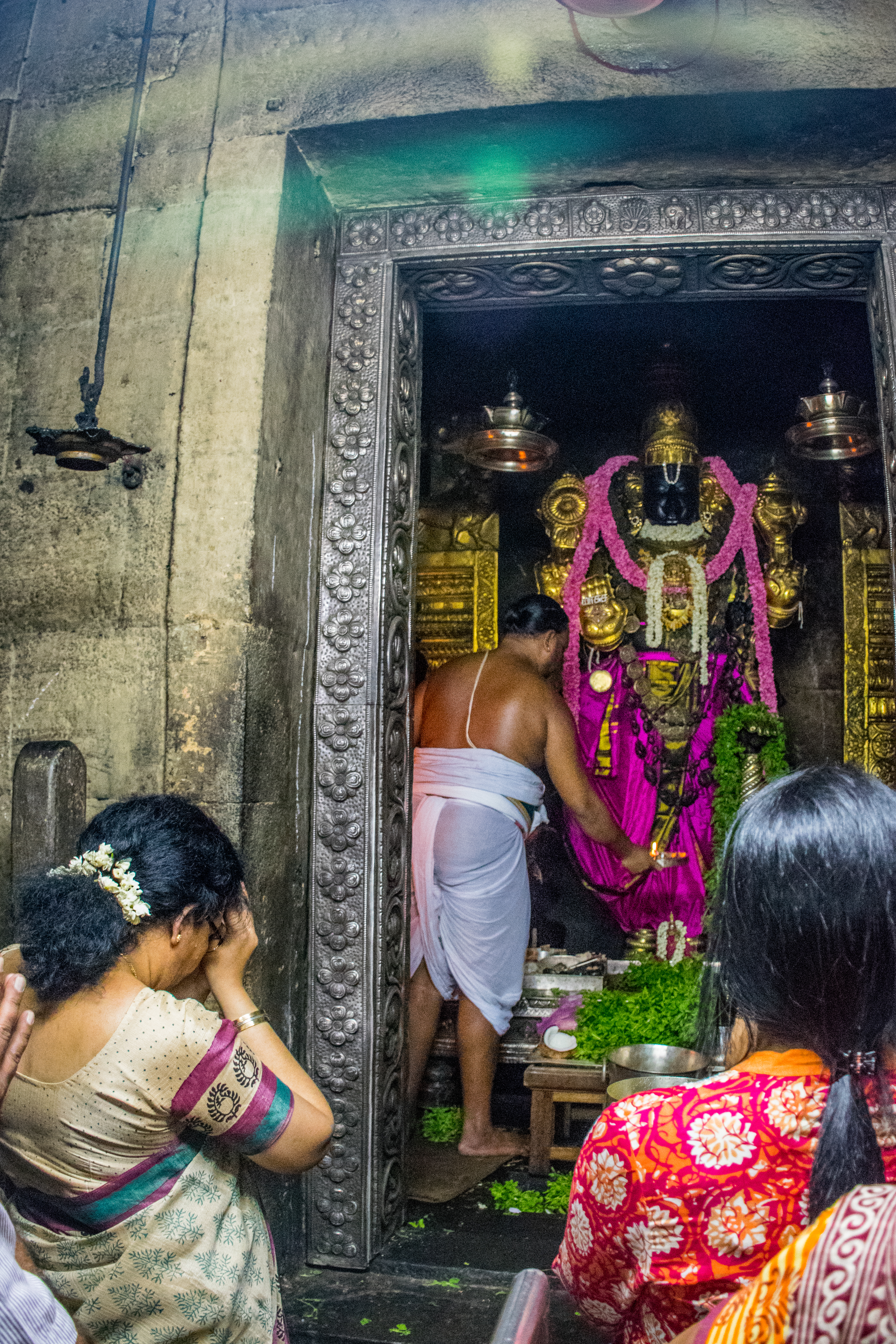
Tempelbesucher im Varadaraja-Perumal-Tempel

Kanchipuram ist ein hinduistisches Pilgerzentrum von überregionaler Bedeutung. Ein bekannter Sanskrit-Vers listet Mathura, Dwarka, Ayodhya, Haridwar, Kanchipuram, Ujjain und Varanasi als die „sieben Städte“ (saptapuri) auf, deren Besuch einem Pilger die Befreiung (moksha) aus dem Kreislauf der Wiedergeburten verspricht. In Kanchipuram sind alle drei Hauptströmungen des Hinduismus – der Shivaismus, der Shaktismus und der Vishnuismus – vertreten. Mit dem Shankaracharya von Kanchipuram ist die Stadt zudem Sitz einer wichtigen monastischen Institution.
Auch der Buddhismus und Jainismus hatten in Kanchipuram in früheren Zeiten eine starke Präsenz. Laut dem chinesischen Pilgermönch Xuanzang (Hsüan-tsang), der im 7. Jahrhundert Kanchipuram besuchte, soll es in Kanchipuram mehr als 100 buddhistische Klöster mit 10.000 Mönchen gegeben haben. Heute ist der Buddhismus völlig aus Südindien verschwunden. An die buddhistische Geschichte Kanchipurams erinnern nur noch einige verwaiste Buddha-Statuen, die an verschiedenen Stellen der Stadt gefunden worden sind. Der Jainismus besteht als Minderheitenreligion fort, hat aber stark an Bedeutung verloren. In Thiruparuthikundram oder Jina Kanchi, einem einst von Jainas bewohnten Dorf am Südwestrand Kanchipurams, stehen noch zwei Jaina-Tempel, jedoch sind die meisten jainistischen Familien weggezogen.

## Sehenswürdigkeiten
Kanchipuram ist auch als „Stadt der tausend Tempel“ bekannt. Tatsächlich sind noch rund 200 hinduistische Tempel erhalten. Die drei größten Tempel Kanchipurams, der Ekambaranatha-Tempel, der Kamakshi-Tempel und der Varadaraja-Perumal-Tempel, repräsentieren jeweils eine der drei hinduistischen Strömungen, die in Kanchipuram präsent sind (Shivaismus, Shaktismus und Vishnuismus). Während diese Tempel vor allem aus religiöser Sicht bedeutsam sind und zahlreiche Pilger anziehen, steht bei anderen Tempeln die kunsthistorische Bedeutung im Vordergrund. Dies gilt insbesondere für aus der Glanzzeit der Pallava-Dynastie (7. und 8. Jahrhundert) stammenden Tempelbauten, unter denen der Kailasanatha- und Vaikuntha-Perumal-Tempel die bedeutendsten sind. Im Jahr 2021 wurde eine Gruppe von elf Tempeln in Kanchipuram von Indien auf die Tentativliste für das UNESCO-Weltkulturerbe gesetzt. Außer von hinduistischen Pilgern wird Kanchipuram in geringerem Umfang auch von ausländischen Touristen besucht, oft im Rahmen eines Tagesausflugs von Chennai oder Mamallapuram. Die Entstehungsmythen der Tempel sind in den sthalamāhātmya, auch talapurānam, einer zu den Puranas gehörenden Textgruppe, festgehalten. Diese beschreiben die mythologische Installation der Gottheit und die Pilgerstätten in Kanchipuram. 

### Ekambaranatha-Tempel

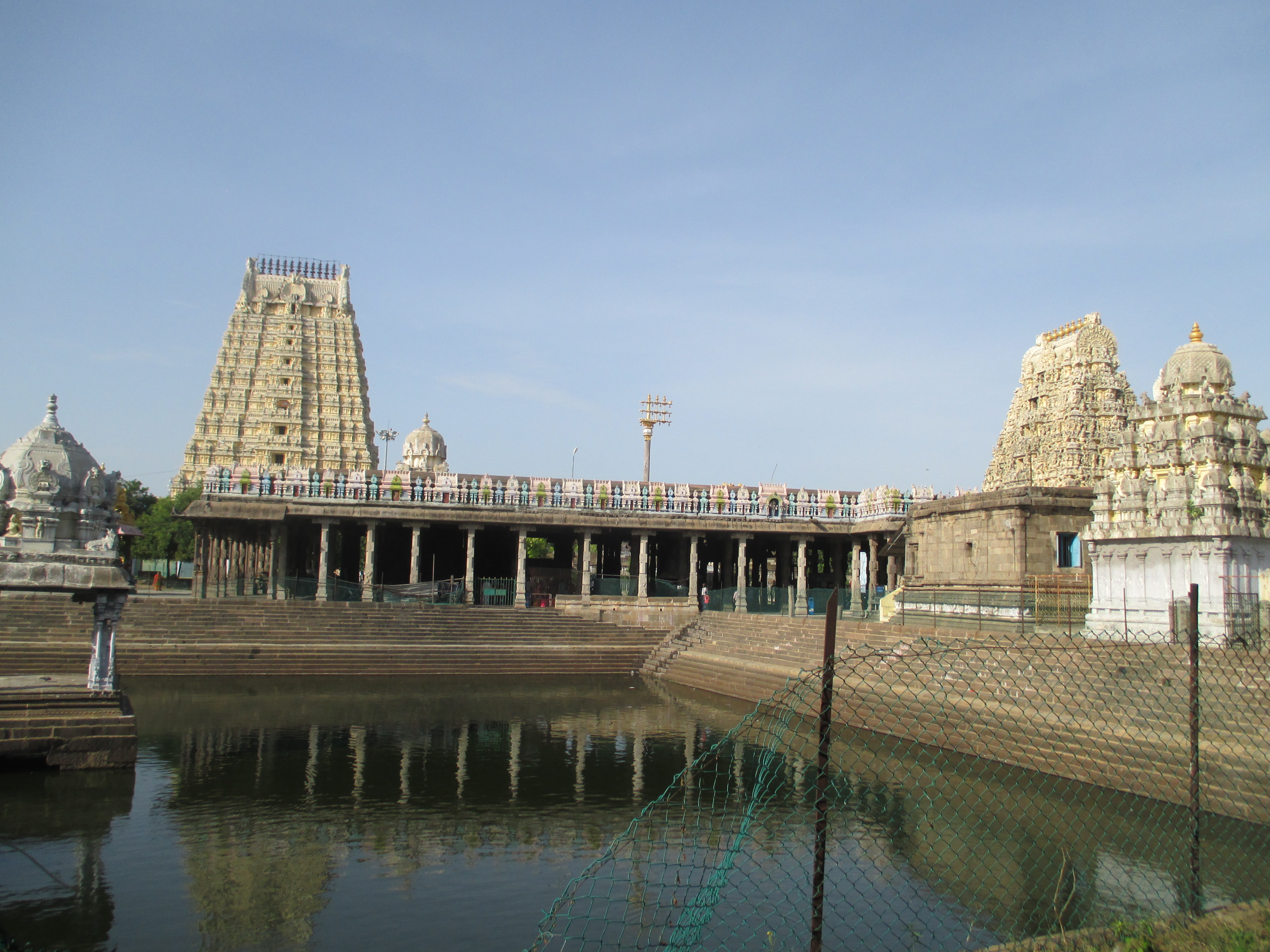
Ekambaranatha-Tempel

Der Ekambaranatha-Tempel (auch Ekambaresvara-Tempel) ist der größte Tempel Kanchipurams. Er ist dem Gott Shiva in seiner Gestalt als „Herr des einen Mangobaums“ (Ekambaranatha) geweiht. Die ältesten Teile des Tempels gehen auf die Pallava-Zeit zurück, doch wurde er im Laufe der Jahrhunderte immer wieder umgebaut und erweitert. Heute stellt sich der Ekambaranatha-Tempel als weitläufiger Komplex mit einer Fläche von 9,5 Hektar dar. Um das Hauptheiligtum gruppieren sich fünf konzentrische Bereiche (Prakara) mit zahlreichen Nebenschreinen, Korridoren, Säulenhallen und zwei Tempelteichen. Im Mittelpunkt der Verehrung steht neben dem Linga im Hauptschrein ein heiliger Mangobaum im Hof des dritten Prakara. Der Haupteingang an der Südseite des Tempelkomplexes wird von einem 59 Meter hohen Torturm (Gopuram) gekrönt, der zu den höchsten in Südindien gehört. Er wurde Anfang des 16. Jahrhunderts während der Vijayanagar-Zeit errichtet.

### Kamakshi-Tempel

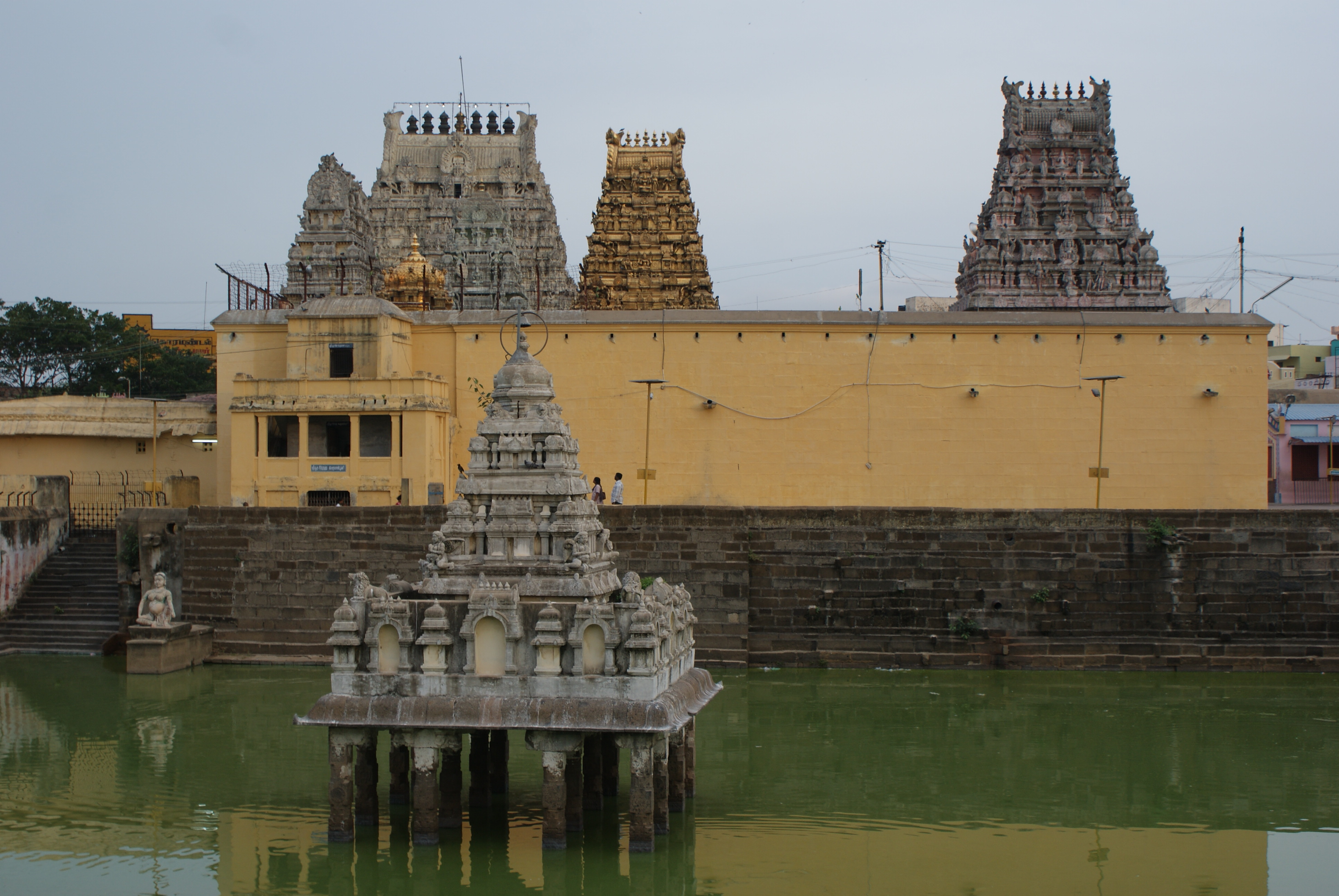
Kamakshi-Tempel

Der Kamakshi-Tempel ist der Göttin Kamakshi geweiht. Er gehört zu den wichtigsten Zentren der Göttinnen-Verehrung in Südindien. Möglicherweise handelte es sich ursprünglich um ein buddhistisches Heiligtum, das später in einen Hindu-Tempel umgewidmet wurde. Heute ist der Kamakshi-Tempel eng mit dem Shankaracharya-Kloster verbunden. Einer Legende zufolge soll Shankara, der Begründer dieser Tradition, die einst wilde Göttin Kamakshi durch ein mystisches Diagramm (Yantra) gebändigt haben. Der Kamakshi-Tempel befindet sich im Zentrum Kanchipurams. Der annähernd rechteckige Tempelkomplex besitzt je einen Torturm (Gopuram) an jeder seiner vier Seiten. Im Inneren des Komplexes befinden sich ein großer Tempelteich, mehrere Nebenschreine sowie der innere Bereich mit dem eigentlichen Heiligtum der Kamakshi. Den Mittelpunkt des Tempels bildet das Allerheiligste (Garbhagriha), über dem sich ein vergoldeter Turm (Vimana) erhebt.

### Varadaraja-Perumal-Tempel

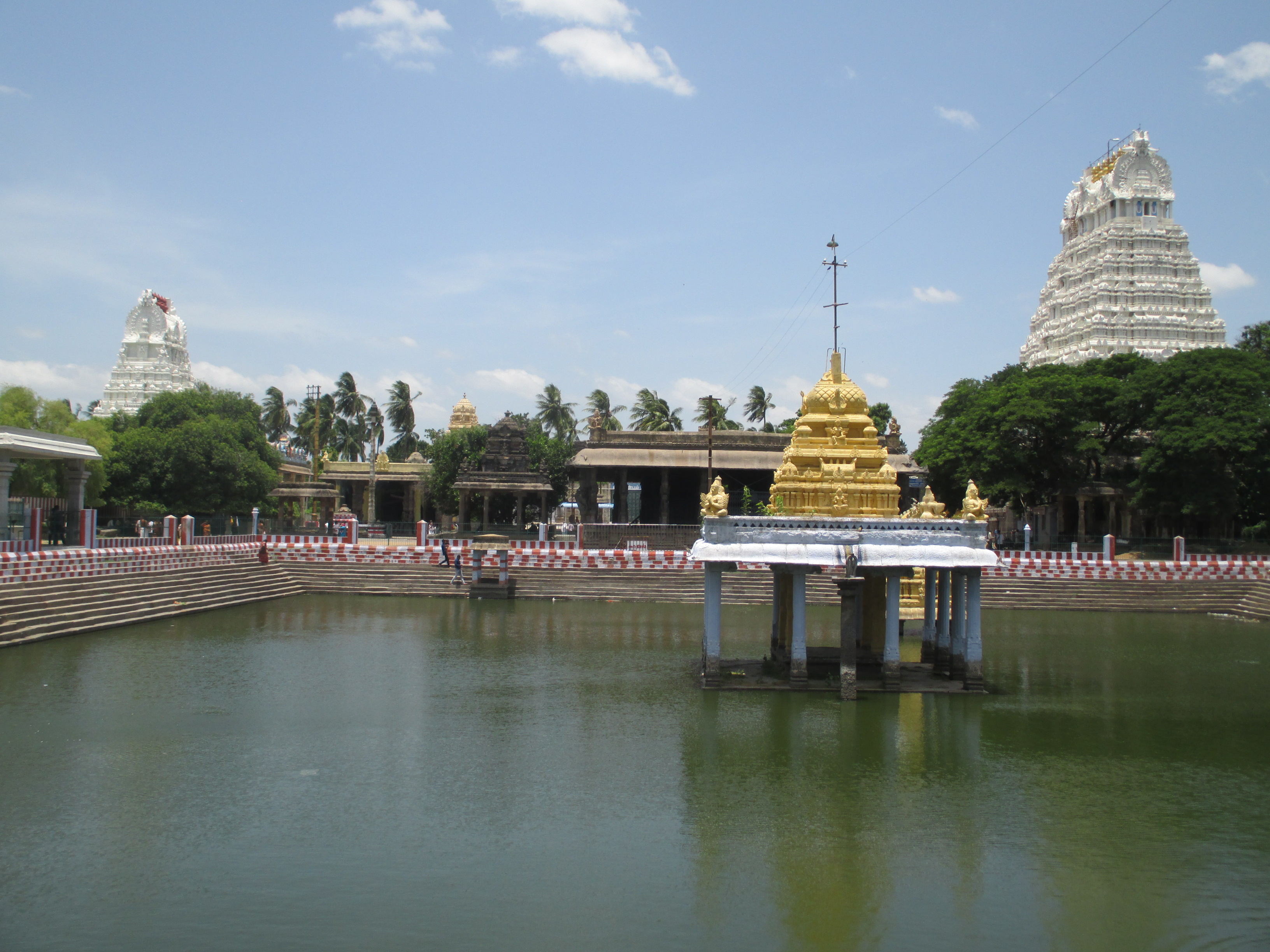
Varadaraja-Perumal-Tempel

Der Varadaraja-Perumal-Tempel ist dem Gott Vishnu unter dem Namen Varadaraja Perumal geweiht. Er ist der wichtigste Vishnu-Tempel Kanchipurams und neben dem Tempel von Srirangam das wichtigste vishnuitische Heiligtum in Tamil Nadu. Der Varadaraja-Perumal-Tempel befindet sich im Stadtteil Vishnu-Kanchi im Osten der Stadt. Der weitläufige Tempelkomplex besitzt je einen großen Torturm (Gopuram) im Osten und Westen. Das Innere des Tempels gliedert sich in drei konzentrische Bereiche (Prakaras) mit einem Tempelteich, zahlreichen Nebenschreinen und Säulenhallen sowie dem Hauptheiligtum im Zentrum. In den sthalamāhātmyas von Kanchipuram sind außerdem zwei Reliefs von Eidechsen beschrieben, die sich an der Decke des ersten Korridors des Tempels befinden. Die beiden Eidechsen, eine mit Gold und eine mit Silber überzogen, sind zu einer Attraktion geworden, denn ihre Berührung soll von Sünden und Krankheiten befreien und Wohlstand bringen.

### Kailasanatha-Tempel

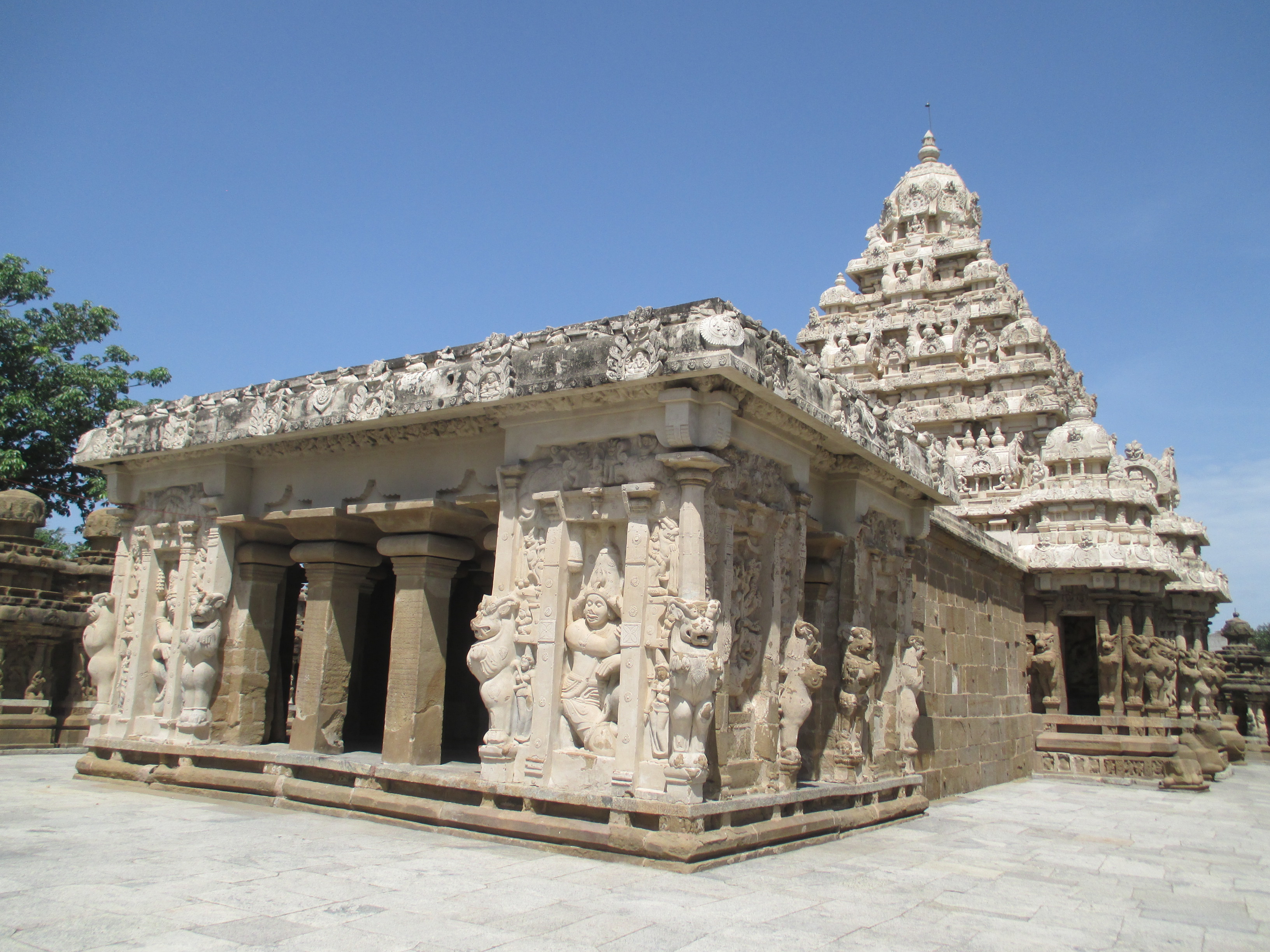
Kailasanatha-Tempel

Der älteste aller noch erhaltenen Tempel, der überwiegend aus Sandstein bestehende Kailasanatha-Tempel zu Ehren Shivas, wurde während der Pallava-Ära um 700 erbaut. Bis heute hat er kaum bauliche Veränderungen erfahren und gilt daher als eines der herausragendsten Beispiele der frühen hinduistischen Tempelbaukunst im südindischen Dravida-Stil. Hier sind sogar noch Wandmalereien aus der Entstehungszeit erhalten geblieben. Um das nach Osten hin geöffnete zentrale Heiligtum (Garbhagriha), das von einem vierstöckigen Tempelturm (Vimana) überragt wird, sind sieben kleinere Schreine angeordnet, die ebenfalls von kleinen Türmen bekrönt werden. Östlich schließt sich eine ursprünglich freistehende Vorhalle (Mandapa) an, die wahrscheinlich erst im 14. Jahrhundert durch eine weitere Halle mit dem eigentlichen Tempel verbunden wurde. In die rechtwinklige Umgebungsmauer des Tempelkomplexes sind zahlreiche kleine Zellen mit Vimanas eingelassen. Über dem östlichen Eingangstor erhebt sich ein Turm, der bereits Merkmale der späteren, prachtvoll ausgestalteten Tortürme (Gopurams) Südindiens aufweist.

### Vaikuntha-Perumal-Tempel

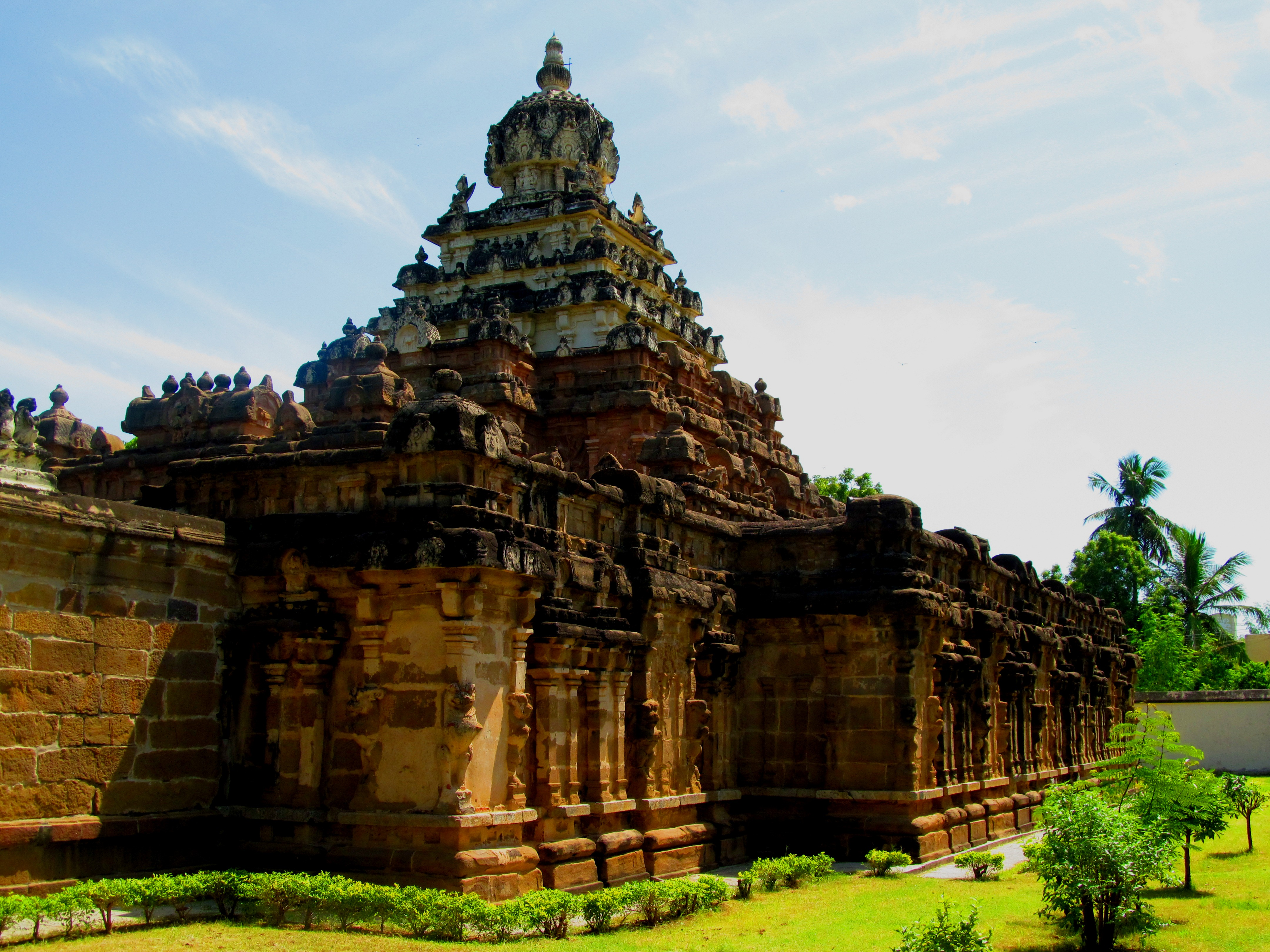
Vaikuntha-Perumal-Tempel

Der im späten 8. Jahrhundert errichtete Vaikuntha-Perumal-Tempel ist neben dem Kailasanatha-Tempel der zweite bedeutende Pallava-Tempel Kanchipurams. Er ist Vishnu geweiht, der in den drei übereinander gelagerten Räumen der Cella als Skulptur stehend, sitzend bzw. liegend dargestellt wird. Besonders kunstvoll sind die mit Löwen verzierten Säulengänge der Vorhalle. Reliefs entlang der Begrenzungsmauer des Tempels erzählen möglicherweise die Geschichte der Pallava-Dynastie.

### Weitere Tempel
Weitere Tempel aus der Pallava-Zeit sind der Piravathanesvara-Tempel, Iravathanesvara-Tempel, Muktesvara-Tempel und Matangesvara-Tempel (alle 8. Jahrhundert). Der aus dem 12. Jahrhundert stammende Jvarahareswara-Tempel ist dagegen ein gut erhaltenes Beispiel für die Architektur der Chola-Periode. All diese Tempel stehen, ebenso wie der Kailasanatha-Tempel und Vaikuntha-Perumal-Tempel, unter dem Schutz des Archaeological Survey of India.
Zu den größeren Tempelkomplexen in Kanchipuram gehört der dem Gott Shiva geweihte Kachchhapeswara-Tempel. Weitere bedeutende Tempel für den Gott Vishnu sind der Astabhuja-Perumal-Tempel, der Yathoktakari-Perumal-Tempel, der Dipaprakasha-Perumal-Tempel, der Alagiya-Singa-Perumal-Tempel, der Pavalavanna-Perumal-Tempel sowie der Pandavaduta-Perumal-Tempel. Ferner beherbergt Kanchipuram mit dem Kumarakottam-Tempel einen wichtigen Tempel für den Gott Murugan.

## Söhne und Töchter der Stadt
- C. N. Annadurai (1909–1969), Politiker und Autor für Bühne und Film
- D. K. Pattammal (1919–2009), Sängerin südindischer klassischer Musik
- C. S. Seshadri (1932–2020), Mathematiker